# Goliath (rupsvoertuig)

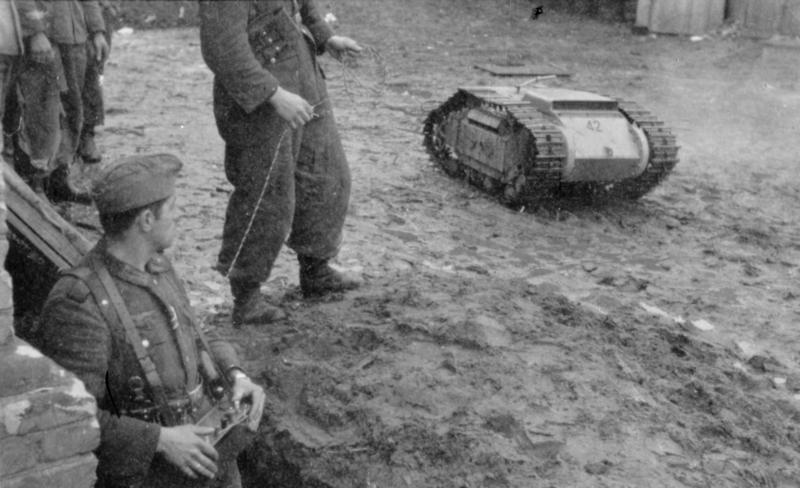
Een Goliath in gebruik, april 1944. De man op de voorgrond bedient de besturing.

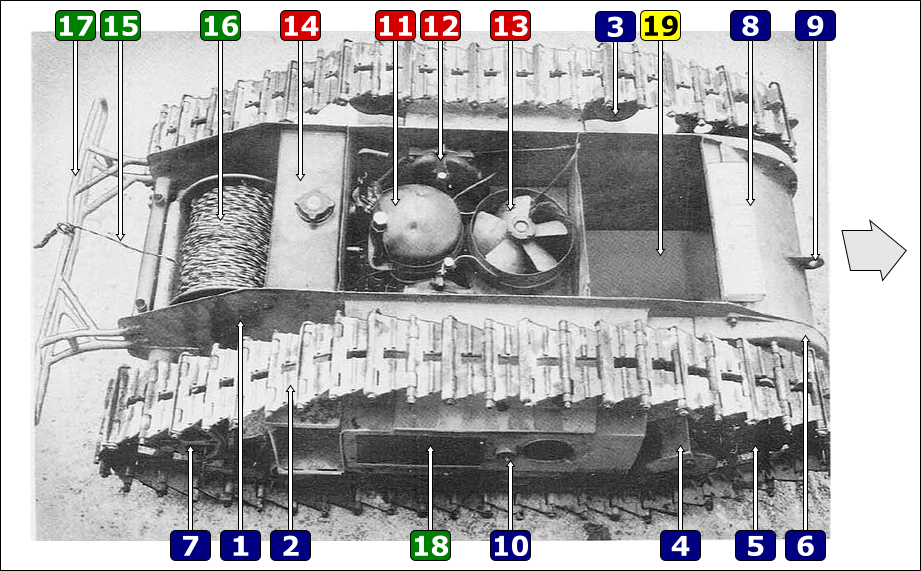
De afbeelding toont de onderdelen van de Goliath:
1: Romp 2: Rupsband 3: Ondersteuningswiel 4: Wiel 5: Kettingwiel
6: Bescherming voor de transmissie 7: Spanwiel 8: Pantserplaat
9: Trekhaak 10: Vasthaakpunt voor transport 11: Tweetaktmotor
12: Koppeling 13: Ventilator 14: Brandstoftank 15: Besturingskabel
16: Wikkel van de besturingskabel 17: Geleider en bescherming voor de besturingskabel 18: Batterijen 19: Opbergplaats voor explosieven.

De Goliath (Leichter Ladungsträger Sd.Kfz. 302, 303a, 303b) was op afstand bestuurbare rijdende mijn op rupsbanden die in de Tweede Wereldoorlog door de Duitsers werd gebruikt om fortificaties, pantservoertuigen en troepenconcentraties op te blazen vanaf een veilige afstand. Het voertuig werd ontwikkeld door Goliath-Werke Borgward & Co, onderdeel van de Borgward groep.

## Ontwikkelingsgeschiedenis
Reeds voor de Tweede Wereldoorlog ontwikkelde het bureau van Adolphe Kégresse een klein op afstand bestuurbaar vernietigingsvoertuig, de Vehicule K. Voor de Tweede Wereldoorlog had het Franse leger hiervan 6.000 stuks besteld. Het prototype werd tijdens de Duitse inval afgezonken in de Seine. Het werd door de Duitsers gevonden en uit het water gehaald. Het Heereswaffenamt onderzocht het voertuig en gaf opdracht aan Carl Borgward om een vergelijkbaar voertuig te ontwerpen. Aan het einde van 1940 had Borgward het eerste ontwerp gereed.
Het prototype had vier grote wielen aangedreven door twee elektromotoren. Aan iedere kant waren zeven extra wielen geplaatst om de rupsbanden te geleiden. De accu's werden daarna ook horizontaal geplaatst zodat er meer ruimte was voor de springstof. Het kreeg de naam "Leichter Ladungsträger Goliath" (Sonderkraftfahrzeug 302 (Sd. Kfz 302), kortweg Goliath). Er was ook nog een zware, bemande versie, de "Schwerer Ladungsträger Borgward B IV" (Sonderkraftfahrzeug 301 (Sd.Kfz. 301), kortweg Borgward IV) en een middelzware bemande versie, de "Mittlerer Ladungsträger Springer", (Sonderkraftfahrzeug 304 (Sd.Kfz. 304), kortweg Springer).

### Sd.Kfz. 302
In april 1942 was de firma Borgward begonnen met de vervaardiging van de Goliath. Vanaf april 1943 gingen zowel Zündapp als Zachertz de rijdende mijnen produceren. Tot september 1944 produceerden Borgward en Zündapp 2.650 stuks. De Goliath was berekend op 50 kg explosieven, maar in werkelijkheid werd er 60 kg explosieven vervoerd. Hij was door middel van een drieaderige kabel verbonden met een afstandsbediening; deze kabel had een lengte van maximaal 650 meter. Het voertuig werd aangedreven door twee 2,5 kW elektromotoren van Bosch. De maximale snelheid bedroeg 10 km/u. Door de beperkte capaciteit van de accu's was het bereik maximaal 1,5 km op de weg en 0,8 km over ruwer terrein. Het totale gewicht was 430 kg.
De prijs van een exemplaar bedroeg 3.000 Reichsmark. Deze kostprijs was hoog, terwijl bij een geslaagde aanval het gehele voertuig vernietigd werd en het ook relatief vaak niet zijn doel behaalde. Daarom werd besloten om de 'Goliath' uit te rusten met een goedkopere benzinemotor.
De productie werd gestopt in januari 1944. In totaal zijn van deze versie 2.635 stuks geproduceerd.

### Sd.Kfz. 303a en b
De ontwikkeling van de 303a (Gerät 671) begon in april 1943 Deze werd voortgedreven door een nieuwe motor, een Zündapp tweecilinder benzinemotor. Het laadvermogen nam toe tot 75 kg explosieven. Het spanwiel werd lager geplaatst. Het pantser werd verdikt tot 10 mm. Het gewicht nam af naar 363 kg. In 1944 werd de 303b in productie genomen. Deze kon ongeveer 100 kg explosieven vervoeren. Zowel de a- als b-versie werden tot in januari 1945 geproduceerd en deze productie bedroeg 4.929 stuks.

## Operationele geschiedenis
De Goliath werd voor het eerst ingezet in de lente van 1942. Hij had een geringe snelheid en een dunne bepantsering, en was daardoor kwetsbaar voor vijandelijk vuur. Ook werd de besturingskabel regelmatig doorgesneden door ofwel granaatscherven of infanterie. Tijdens de Opstand van Warschau in 1944 pasten de Poolse strijders deze tactiek vaak toe. Daarnaast kwam de mijn door de lage ligging, met een bodemvrijheid van slechts 11,4 centimeter, vaak vast te zitten in ruw terrein. De Goliaths werden ingezet tijdens de strijd om Anzio in 1944 tegen de Geallieerden. Er zijn op de stranden van Normandië ook enkele exemplaren ingezet, maar deze werden spoedig uitgeschakeld door granaatscherven. Toen de Geallieerden met het wapen in aanraking kwamen gaven zij het de bijnaam 'beetle tank' (kevertank).
In totaal werden 7.564 stuks geproduceerd. Tegen het eind van maart 1945 waren er nog 2527 Goliath Sd.Kfz. 302's beschikbaar. Het voertuig had weinig invloed op het verloop van de strijd.
De technologie die werd toegepast in de Goliath vormde de basis van veel naoorlogse ontwerpen van op afstand bestuurbare voertuigen.

## Roemenië
Als bondgenoot van Duitsland kwam het Roemeense leger in aanraking met de Goliath. Vanwege de beperkingen die het voertuig had op ruw terrein ontwierpen Roemeense ingenieurs in 1944 een nieuw chassis. Er werd een prototype gebouwd, maar dat beschikte niet over een romp. Het chassis werd uitvoerig getest maar in de herfst van 1944 gesloopt. Verdere gegevens zijn niet bekend.

## Museaal bezit
Diverse musea in de Lage Landen bezitten een op afstand bestuurbare rijdende bom:
- Museum December 1944, België, een Sd.Kfz. 303b
- Cavaleriemuseum Amersfoort, Nederland, een Goliath
- Oorlogsmuseum Overloon, Nederland een Goliath
- Memory Oorlogs- en Vredes Museum Nijverdal, Nederland
- War Heritage Institute Brussel, België, een Goliath